# Sonic's Rendezvous Band
Sonic's Rendezvous Band, ou SRB, est un groupe américain de rock 'n' roll, originaire d'Ann Arbor, Michigan. Formé dans les années 1970, il est composé de vétérans de la scène rock de Détroit dans les années 1960.

## Biographie

### Débuts
Sonic's Rendezvous Band est né sur les cendres de quatre groupes de rock du Michigan. Il est composé de Fred « Sonic » Smith, un ancien de MC5, Scott Morgan, un ancien de The Rationals, un groupe soul influent à Détroit dans les années 1960, Gary Rasmussen, ancien de The Up, et Scott Asheton, des Stooges. Le groupe, qui s'est d'abord appelé The Orchids et Scott Morgan Group, est pratiquement inconnu, mais leur seul et unique single conserve un intérêt élevé parmi les fans du rock de Détroit. Le groupe n'ayant assez d'argent pour mixer qu'une seule chanson, City Slang, celle-ci est pressée sur les deux faces du 45 tours. Un côté est marqué « mono » et l'autre « stéréo », bien que les deux soient identiques. Un album pirate de mauvaise qualité, appelé Strikes Like Lightning, est publié dans les années 1980.
Le groupe joue fréquemment en ouverture des concerts des Ramones et du Patti Smith Group à Détroit ou Ann Arbor. Au printemps 1978, il accompagne Iggy Pop sur scène lors de sa tournée européenne T.V. Eye Tour.

### Regain d'intérêt
L'intérêt pour le groupe est rallumé à la fin des années 1990, lorsque le label Alive/Total Energy Records sort un enregistrement studio inédit d'Electrophonic Tonic, la chanson qui devait figurer en face B de City Slang. En 1999, Mack Aborn Rhythm Arts publie Sweet Nothing, une compilation d'enregistrements en concert de SRB. Une deuxième compilation appelée City Slang est publiée en 2000.
À son tour, Scott Morgan suscite l'intérêt, reconnu par la critique dans les années 1980 pour sa participation dans les groupes Scots Pirates et The Scott Morgan Band, qui ont connu un certain succès local dans le Midwest. Les suédois de The Hellacopters reprennent cinq composition de SRB ou de Scott Morgan (City Slang, 16 With a Bullet, Downright Blue, Heaven, Slow Down [Take A Look]), qui contribuent à faire connaître le groupe encore un peu plus. Scott Morgan enregistre ensuite avec Nicke Royale des Hellacopters, sur deux albums du groupe Hydromatics ainsi que deux albums soul de The Solution.

### Dernière activité
En septembre 2006, le groupe bénéficie d'un regain d'intérêt avec la sortie par le label britannique Easy Action d'un coffret de six disques, Sonic's Rendezvous Band, acclamé par la presse musicale grand public. L'enregistrement est considéré par David Fricke du magazine Rolling Stone, comme l'un de ses choix personnels (Fricke's Picks), disant au sujet du single City Slang (inclus dans le coffret), « 5:15 d'un assaut de guitares, une batterie de chemin de fer et le cri rebelle et déterminé de Smith, suffisent à comprendre pourquoi SRB sont maîtres en leur domaine ».

## Composition
- Fred « Sonic » Smith - guitare, chant
- Scott Morgan - guitare, chant
- Gary Rasmussen - basse
- Scott Asheton - batterie
- Ron Cooke - basse
- Jeff Vail - batterie
- Mike Martinez - batterie
- James Allen - claviers

## Discographie
- 1999 : Sweet Nothing[3]
- 2000 : City Slang
- 2006 : Sonic's Rendezvous Band (coffret)
- 2007 : Masonic Temple, Detroit 1978